# Двејн Вејд
Двејн Тајрон Вејд Џуниор (енгл. Dwyane Tyrone Wade Jr; Чикаго, Илиноис, 17. јануар 1982) бивши је амерички кошаркаш. Играо је на позицији бека. На НБА драфту 2003. одабрао га је Мајами хит као 5. пика.

## Детињство и младост
Вејд је рођен као син Двејна старијег и Јолинде у делу Чикага званом Саут Сајд. Највећи ослонац у каријери била му је старија сестра Трагил, која се бринула о његовом васпитању и образовању. Када су се његови родитељи развели, Вејд је отишао с оцем и маћехом у Робинс, градић у савезној држави Илиноис. Како је одрастао у подручју Чикага, Вејду је најомиљенији играч био звезда Булса, Мајкл Џордан. 
Играо је за средњошколски тим Харолд Л. Ричарс у Оак Лавну. На другој години није пуно играо, а његов полубрат Деметрис Мекданијел био је звезда тима. Пре почетка своје треће године, Вејд је нарастао десетак центиметара и добио значајну минутажу. Просечно је постизао 20,7 поена и 7,6 скокова по утакмици. Следеће године просечно је постизао 27,0 поена и 11,0 скокова, и предводио тим до скора 24-5. Поставио је рекорд школе у постигнутим поенима (676) и украденим лоптама (106) током једне одигране сезоне. 
Вејд је због академских проблема добио позиве са само три велика универзитета (Маркет, Илиноис Стејт и ДеПаул).

## Колеџ
Одлучио је похађати универзитет Маркет (енгл. Marquette) у Милвокију, у савезној држави Висконсин. Током прве године, Вејд због кршења НЦАА правила бр. 48. није могао наступати за своју екипу. Када је Вејд на другој години стекао право играња, постао је први стрелац Голден Иглса с 17,8 поена, предводио конференцију у украденим лоптама (2,47), те је у просеку постизао 6,6 скокова и 3,4 асистенције по утакмици. Маркет је сезону завршио са скором 26-7, што је најбољи резултат универзитета од сезоне 1993/94. У сезони 2002/03, Вејд је предводио Маркет као први стрелац са 21,5 поена у просеку по утакмици, и сезону су завршили скором 27-6. Одвео је Голден Иглсе до првог полуфинала НЦАА лиге након 1997, када су и освојили првенство. Након завршетка сезоне, Вејд је од стране Асошијетед прес изабран у Ол-Американ прву петорку и тиме је постао први добитник са колеџа Маркет након 1978. године.
Његове игре током НЦАА првенства 2003. (тзв. Мидвест Регионал) нису прошле незапажено међу штампаним медијима. Против великих фаворита и првих фаворита првенства Кентаки Вајлдкетса, Вејд је забележио трипл-дабл учинак од 29 поена, 11 скокова и исто толико асистенција. Његов трипл-дабл трећи је такав учинак постигнут у историји НЦАА првенства. Помогао је свом универзитету ући међу четири најбоље екипе првенства, победом против Вајлдкетса 83:69, док је Вејд проглашен најкориснијим играчем такмичења. Одлучио је напустити колеџ и пријавити се на NBA драфт 2003. године.

## NBA

### Мајами Хит

#### Почеци (2003—2005)
Изабран је као пети избор на NBA драфту 2003. од стране Мајами Хита. Убрзо се прилагодио на NBA и у просеку постизао 16,2 поена (46,5% из игре), 4,0 скока и 4,5 асистенција по утакмици. Вејд је четврти играч (који је изабран у првом кругу драфта) и највиши избор с универзитета Маркет. Након почетних 5-15, Хит је постепено побољшао свој скор и сезону завршио скором 42-40. Мајами је ушао у доигравање, а Вејд се истакао одличним играма у полуфиналу Источне конференције против Индијана Пејсерса. Међутим, Вејд је упркос сјајној руки сезони, завршио трећи у гласању за рукија године (иза Леброна Џејмса и Кармела Ентонија). Ипак, ушао је у NBA Ол-руки прву петорку и био међу најбољих пет рукија у неколико категорија: други по проценту шута из игре, други „крадљивац“, трећи стрелац, четврти асистент и четврти по добијеној минутажи. У доигравању, Вејд је у првој утакмици првог круга против Њу Орлеанс Хорнетса постигао победнички шут. Мајами је серију добио у седам утакмица и пласирао се у други круг. Тамо су играли против прве екипе Истока, Индијана Пејсерса, али је Мајами касније поражен у шест утакмица.

#### NBA финале (2005/06)
У свом првом NBA финалу, Мајами је играо против Далас Маверикса. Вејд је токм финала доживео најлепше тренутке каријере. Прве две утакмице у Даласу Мајами је изгубио, међутим следеће три у Мајамију и шесту у Даласу освојио је највише због његове бриљантне игре. У шестој утакмици, Мајами је у гостима победио Мавериксе са 95:92, а Вејд је с 36 постигнутих поена, десет скокова и пет асистенција постао јунак утакмице. Проглашен је најкориснијим играчем NBA финала. Тиме је постао пети најмлађи играч који је добио ту награду и трећи најбољи стрелац у првом NBA финалу с 34,7 поена у просеку.

#### Сезоне са повредама (2006—2008)
Током сезоне 2006/07. пропустио је 31 утакмицу регуларног дела сезоне. По трећи пут у каријери изабран је на NBA Ол-стар меч. Постао је први бек након играча Џеза, Пита Маравића који је током сезоне 1977/78. након 31 утакмице пропуштене утакмице изабран у Ол-NBA тим. Мајами Хит је током сезоне муку мучио с повредама, односно болестима. Кључни људи Шакил О’Нил, Двејн Вејд, те тренер Пет Рајли, врло су мало провели времена заједно. Но, упркос томе, Мајами је досегао доигравање и то као првак Југоисточне дивизије, али су изгубили предност домаћег терена већ у првом кругу доигравања. Вејд је у просеку постизао 27,4 поена, 4,7 скокова, 7,5 асистенција и имао 2,1 украдену лопту.
У доигравању, Вејд је у просеку постизао 23,5 поена, 4,8 скокова и 6,3 асистенција, али је Мајами испао у првом кругу од Булса. Након испадања у доигравању, Вејд је отишао на операцију левог рамена. С првим тренинзима започео је након што је ван терена био готово шест недеља. Међутим, Вејда су након опоравка током целе сезоне мучили проблеми с коленом, а вођство клуба одлучило је да пропусти 21 утакмицу преосталу до краја регуларног дела сезоне. Његов учинак у сезони и није толико лош, те је пре тога по четврти пут заредом био изабран на NBA Ол-Стар утакмицу. Вејд је у просеку постизао 24,6 поена, 4,2 скока, 6,9 асистенција и 1,7 украдених лопти по утакмици. Мајами је сезону завршио као последњепласирана екипа лиге.

#### Нови почеци (2008- 2010)
Након тога је месец дана провео на терапији електро-таласима. На паркет се вратио спреман за нову сезону 2008/09. Почетком сезоне, Вејд је са 40 кошева, 11 асистенција и 5 блокада против Торонто Репторса постао други играч у историји, уз Алван Адамса, који је на једној утакмици успео скупити барем 40/10/5. Успео је одвести Мајами у доигравање, те је пети пут заредом изабран на NBA Ол-Стар утакмицу.
Након Ол-Стар утакмице, постигао је рекорд каријере од 50 поена, 5 скокова и исто толико асистенција против Орландо Меџика, но његова екипа није била нити близу победе у Орланду. Мајами је на домаћем паркету славио резултатом 103-91 против Детроит Пистонса, а Вејд је постигао 31 поен и за себе рекордних 16 асистенција. Мајами Хит је победом 120:115 славио над Њујорк Никсима. Кључним за победу Мајамија показао се играч Никса Данило Галинари, не због неке велике грешке у игри, већ због тога што је наљутио Вејда лактом му раскрваривши усну. Због тога је Вејд зарадио три шава после утакмице, но много неугодније у тим тренуцима било је Никсима.
Вејд се толико наљутио да је готово сам креирао велики повратак своје екипе која је девет минута пре краја сусрета заостајала 103:88. Уследила је серија Мајамија 19-0 у коју је Вејд уградио 15 од укупно 24 поена колико је убацио у последњој четвртини. До коначне победе 120:115 своју је екипу повео са 46 поена, осам скокова и десет асистенција. Утакмицу Мајамија и Кавалирса обележио је обрачун двојице понајбољих играча лиге — Вејда и његовог великог пријатеља Леброна Џејмса. Тако је Вејд утакмицу завршио са 41 кошем, седам скокова, девет асистенција, али и осам изгубљених лопти, док је Џејмс екипу до победе предводио са 42 коша, осам скокова и четири асистенције, али је и он имао шест изгубљених лопти. Вејд је у победи Мајами Хита 122:105 против Њујорка засенио све остале играче. Постигао је чак 55 кошева, којима је придодао девет скокова и четири асистенције. Била је то победа којом је његов Мајами обезбедио пето место у Источној конференцији.
Вејд је у победи Мајамија 94:82 против Мемфис Гризлиса одиграо још једну одличну утакмицу и постигао 27 поена и осам асистенција. Тим је учинком остварио лични рекорд по броју поена у једној сезони, искористивши утакмицу за 2064. кош. У сезони 2005/06, када је Мајами дошао до титуле, Вејд је убацио 24 поена мање.
У првом кругу доигравања 2009. Мајами се срео с Атланта Хоксима. Иако је Вејд у првој утакмици постигао 19 поена, 5 скокова и 5 асистенција, Хокси су предвођени Џошом Смитом свладали Хит са огромних +26 . У другој утакмици, Вејд је поново предводио свој тим са 33 поена и 7 асистенција и одвео Мајами до врло важне гостујуће победе. Серија је дошла до седме одлучујуће утакмице, али је Атланта својом четвртом победом 91:78 прошла у други круг доигравања. У првој предсезонској утакмици, Миами је играо против Детроит Пистонса, а Вејд је постигао 18 поена и 5 асистенција што ипак није било довољно за победу.

#### Велика тројка
Дана 7. јула 2010. објављено је ће Вејд потписати нови уговор са Мајамијем, заједно са бившим играчем Репторса Крисом Бошом. Следећег дана је објављено да ће им се придружити Леброн Џејмс. Велика тројка је представљена 9. јула 2010. Регуларни део сезоне Вејд је завршио са 24,4 поена, 7,4 скока, 4,6 асистенције и 1,5 украденом лоптом по мечу уз 50% шута из игре. Мајами је стигао до NBA финала али су тамо поражени од Далас Маверикса упркос Вејдових 26,5 поена, 7 скокова и 5,2 асистенције у серији и 24,5 поена, 7,1 скокова и 4,4 асистенције у целом доигравању.
Дана 26. фебруара 2012. на Ол-стар утакмици Вејд је забележио тек трећи трип-дабл у историји овог меча, постигавши 24 поена, 10 скокова и 10 асистенција, придруживши се Мајкл Џордану (1997) и Леброн Џејмсу (2011). 10. марта 2012. Вејд је постигао победнички кош у победи против Индијана Пејсерса од 93-91. Вејд је завршио сезону са просеком од 22,1 поена, 4,8 асистенције, 4,6 скока, и 1,7 украдених лопти по утакмици. У доигравању Мајами је савладао у првој рунди Никсе у 5 утакмица, затим Пејсерсе у 6 утакмица. Селтикси су успели да извуку седам утакмица против Хита у финалу Источне конференције али је Хит на крају победио и пласирао се у NBA финале. Изгубили су у првој утакмици од Оклахома Сити Тандера али су наредне четири утакмице добили, и тако је Вејд освојио своју другу NBA титулу, постижући просечно 22,6 поена у серији.
Ера "Велика тројке" се завршила преласком Леброна Џејмса у Кливленд Кавалирсе, 2014. године.

#### Чикаго Булси (2016—2017)
После 13 година проведенх у Мајами Хиту, Вејд је мењан у Чикаго Булсе. Вејд је у сезони 2016/2017 бележио 18 поена по утакмици и са Џими Батлером је водио Булсе до доигравања. Чикаго је изгубио од Бостон Селтикса у првој рунди доигравања.

#### Кливленд Кавалирси (2017—2018)
Дана 27. септембра 2017. године Двејн Вејд је потписао једногодишњи уговор са Кливленд Кавалирсима вредан 2,3 милиона америчких долара.

#### Повратак у Мајами Хит (2018-2019)
Дана 8. фебруара 2018. године Двејн Вејд је мењан у Мајами Хит, у којем је 2019. године и завршио каријеру.

## Успеси

### Клупски
- Мајами хит:
  - НБА (3): 2005/06, 2011/12, 2012/13.

### Појединачни
- Најкориснији играч НБА финала (1): 2005/06.
- НБА Ол-стар меч (13): 2005, 2006, 2007, 2008, 2009, 2010, 2011, 2012, 2013, 2014, 2015, 2016, 2019.
- Најкориснији играч НБА Ол-стар утакмице (1): 2010.
- Идеални тим НБА — прва постава (2): 2008/09, 2009/10.
- Идеални тим НБА — друга постава (3): 2004/05, 2005/06, 2010/11.
- Идеални тим НБА — трећа постава (3): 2006/07, 2011/12, 2012/13.
- Идеални одбрамбени тим НБА — друга постава (1): 2004/05, 2008/09, 2009/10.
- Идеални тим новајлија НБА — прва постава: 2003/04.
- Победник НБА такмичења у вештинама (2): 2006, 2007.

### Репрезентативни
- Олимпијске игре:  2008,  2004.
- Светско првенство:  2006.

## НБА статистика у каријери
| † | Године када је Вејд освајао НБА шампионат |

#### Регуларни део сезоне
| Сезона   | Екипа    | ОУ  | СУ  | МПУ  | ПШ%  | 3П%  | СБ%  | СПУ | АПУ | УПУ | БПУ | ППУ   |
| -------- | -------- | --- | --- | ---- | ---- | ---- | ---- | --- | --- | --- | --- | ----- |
| 2003/04  | Мајами   | 61  | 56  | 34.9 | .465 | .302 | .747 | 4.0 | 4.5 | 1.4 | .6  | 16.2  |
| 2004/05  | Мајами   | 77  | 77  | 38.6 | .478 | .289 | .762 | 5.2 | 6.8 | 1.6 | 1.1 | 24.1  |
| 2005/06† | Мајами   | 75  | 75  | 38.6 | .495 | .171 | .783 | 5.7 | 6.7 | 1.9 | .8  | 27.2  |
| 2006/07  | Мајами   | 51  | 50  | 37.9 | .491 | .266 | .807 | 4.7 | 7.5 | 2.1 | 1.2 | 27.4  |
| 2007/08  | Мајами   | 51  | 49  | 38.3 | .469 | .286 | .758 | 4.2 | 6.9 | 1.7 | .7  | 24.6  |
| 2008/09  | Мајами   | 79  | 79  | 38.6 | .491 | .317 | .765 | 5.0 | 7.5 | 2.2 | 1.3 | 30.2* |
| 2009/10  | Мајами   | 77  | 77  | 36.3 | .476 | .300 | .761 | 4.8 | 6.5 | 1.8 | 1.1 | 26.6  |
| 2010/11  | Мајами   | 76  | 76  | 37.1 | .500 | .306 | .758 | 6.4 | 4.6 | 1.5 | 1.1 | 25.5  |
| 2011/12† | Мајами   | 49  | 49  | 33.2 | .497 | .268 | .791 | 4.8 | 4.6 | 1.7 | 1.3 | 22.1  |
| 2012/13† | Мајами   | 69  | 69  | 34.7 | .521 | .258 | .725 | 5.0 | 5.1 | 1.9 | .8  | 21.2  |
| 2013/14  | Мајами   | 54  | 53  | 32.9 | .545 | .281 | .733 | 4.5 | 4.7 | 1.5 | .5  | 19.0  |
| 2014/15  | Мајами   | 62  | 62  | 31.8 | .470 | .284 | .768 | 3.5 | 4.8 | 1.2 | .3  | 21.5  |
| 2015/16  | Мајами   | 74  | 73  | 30.5 | .456 | .159 | .793 | 4.1 | 4.6 | 1.1 | .6  | 19.0  |
| 2016/17  | Чикаго   | 60  | 59  | 29.9 | .434 | .310 | .794 | 4.5 | 3.8 | 1.4 | .7  | 18.3  |
| Каријера | Каријера | 915 | 904 | 35.4 | .484 | .287 | .768 | 4.8 | 5.7 | 1.6 | .9  | 23.3  |
| All-Star | All-Star | 11  | 10  | 24.9 | .638 | .214 | .696 | 3.7 | 4.6 | 2.5 | .5  | 16.5  |

### Плејоф
| Сезона   | Екипа    | ОУ  | СУ  | МПУ  | ПШ%  | 3П%  | СБ%  | СПУ | АПУ | УПУ | БПУ | ППУ  |
| -------- | -------- | --- | --- | ---- | ---- | ---- | ---- | --- | --- | --- | --- | ---- |
| 2004     | Мајами   | 13  | 13  | 39.2 | .455 | .375 | .787 | 4.0 | 5.6 | 1.3 | .3  | 18.0 |
| 2005     | Мајами   | 14  | 14  | 40.8 | .484 | .100 | .799 | 5.7 | 6.6 | 1.6 | 1.1 | 27.4 |
| 2006†    | Мајами   | 23  | 23  | 41.7 | .497 | .378 | .808 | 5.9 | 5.7 | 2.2 | 1.1 | 28.4 |
| 2007     | Мајами   | 4   | 4   | 40.5 | .429 | .000 | .688 | 4.8 | 6.3 | 1.3 | .5  | 23.5 |
| 2009     | Мајами   | 7   | 7   | 40.7 | .439 | .360 | .862 | 5.0 | 5.3 | .9  | 1.6 | 29.1 |
| 2010     | Мајами   | 5   | 5   | 42.0 | .564 | .405 | .675 | 5.6 | 6.8 | 1.6 | 1.6 | 33.2 |
| 2011     | Мајами   | 21  | 21  | 39.4 | .485 | .269 | .777 | 7.1 | 4.4 | 1.6 | 1.3 | 24.5 |
| 2012†    | Мајами   | 23  | 23  | 39.4 | .462 | .294 | .729 | 5.2 | 4.3 | 1.7 | 1.3 | 22.8 |
| 2013†    | Мајами   | 22  | 22  | 35.5 | .457 | .250 | .750 | 4.6 | 4.8 | 1.7 | 1.0 | 15.9 |
| 2014     | Мајами   | 20  | 20  | 34.7 | .500 | .375 | .767 | 3.9 | 3.9 | 1.5 | 0.3 | 17.8 |
| 2016     | Мајами   | 14  | 14  | 33.8 | .469 | .522 | .781 | 5.6 | 4.3 | 0.8 | 0.9 | 21.4 |
| 2017     | Чикаго   | 6   | 6   | 31.7 | .372 | .353 | .952 | 5.0 | 4.0 | 0.8 | 1.3 | 15.0 |
| Каријера | Каријера | 172 | 172 | 38.2 | .474 | .342 | .779 | 5.3 | 5.0 | 1.5 | 1.0 | 22.5 |